# Кладань (община)
Община Кладань (босн. и хорв. Opština Kladanj, серб. Општина Кладань) — община в составе Федерации Боснии и Герцеговины. Административным центром является город Кладань.

## История
В 1961 большинство населения составляли Югословены. Также проживали Босняки, Хорваты и Сербы. В 1995 году после подписания Дейтонского соглашения Майдан, Доле и Пелемиши были переданы в состав Республики Сербской.

## Население
По предварительным данным переписи в конце 2013 года население общины составляло 13 041 человек.